# L’Enseignement mathématique
L’Enseignement mathématique ist eine Zeitschrift für Mathematik und Mathematikgeschichte. Sie wurde 1899 von Henri Fehr aus Genf (Herausgeber bis zu seinem Tod 1954, aus dieser Zeit mit der Universität Genf verbunden) und Charles-Ange Laisant (als Herausgeber 1930 durch Adolphe Bühl abgelöst) aus Paris gegründet und ist das offizielle Organ der International Commission on Mathematical Instruction (ICMI). Sie erscheint halbjährlich.
In der Zeitschrift finden sich (heute) trotz des Namens weniger Artikel über Mathematikpädagogik als Übersichtsartikel zur Mathematik, mathematische Forschungsartikel und auch Beiträge zur Mathematikgeschichte.
Seit dem Band 60 (2015) werden sie von der European Mathematical Society veröffentlicht.
Beiträge, die älter als fünf Jahre sind, sind Online zugänglich. Die Artikel erscheinen auf Englisch oder Französisch.
Die ISSN ist 2309-4672.